# Pillenbox

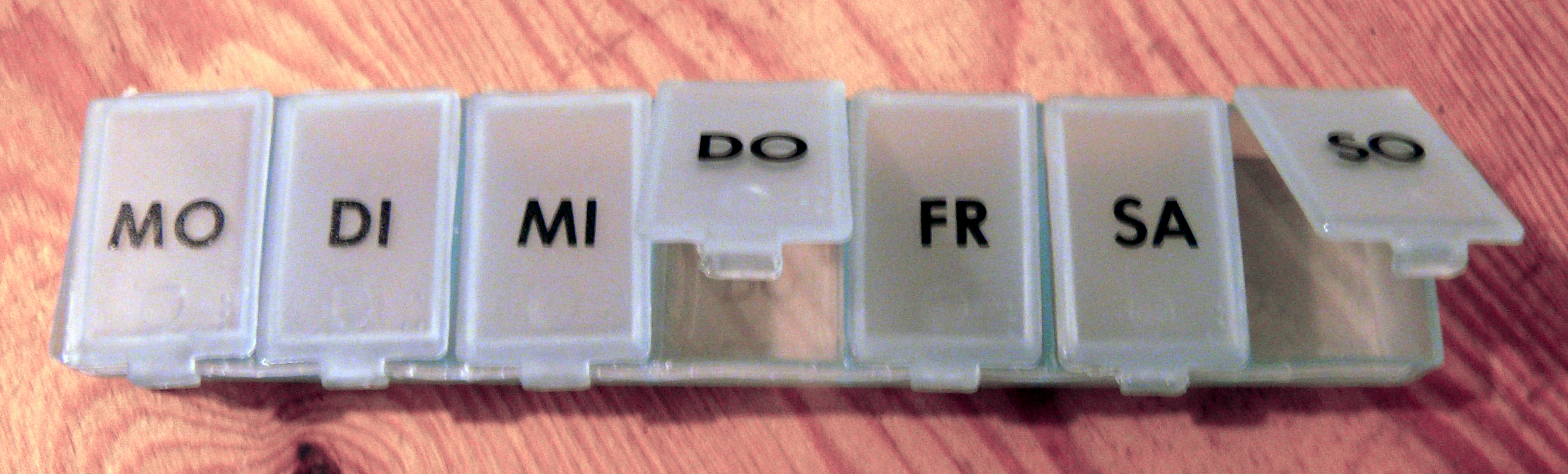
Pillenbox mit separatem Fach für jeden Wochentag

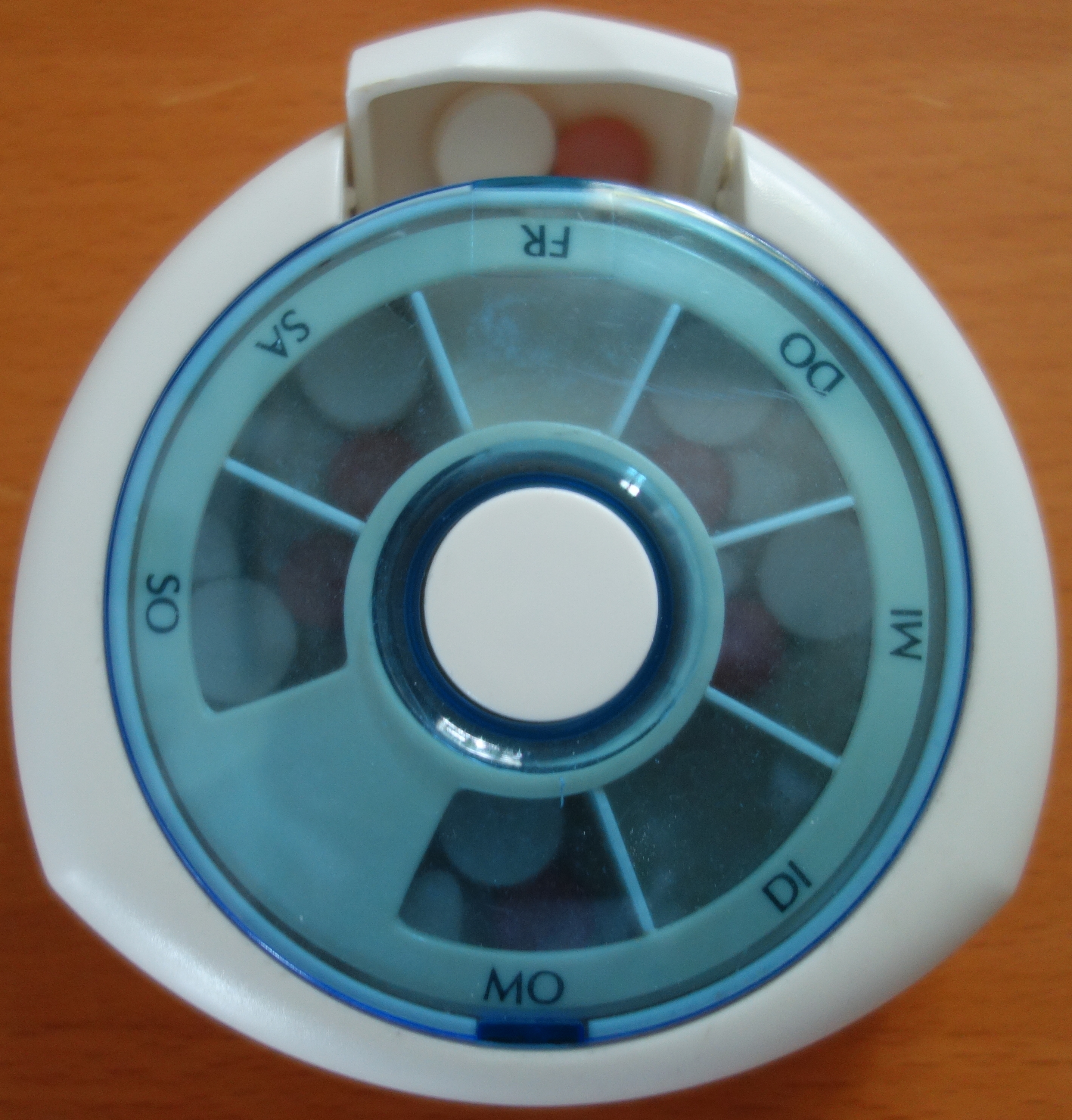
Drehpillendose mit 7 Fächern und Druckschalter in der Mitte

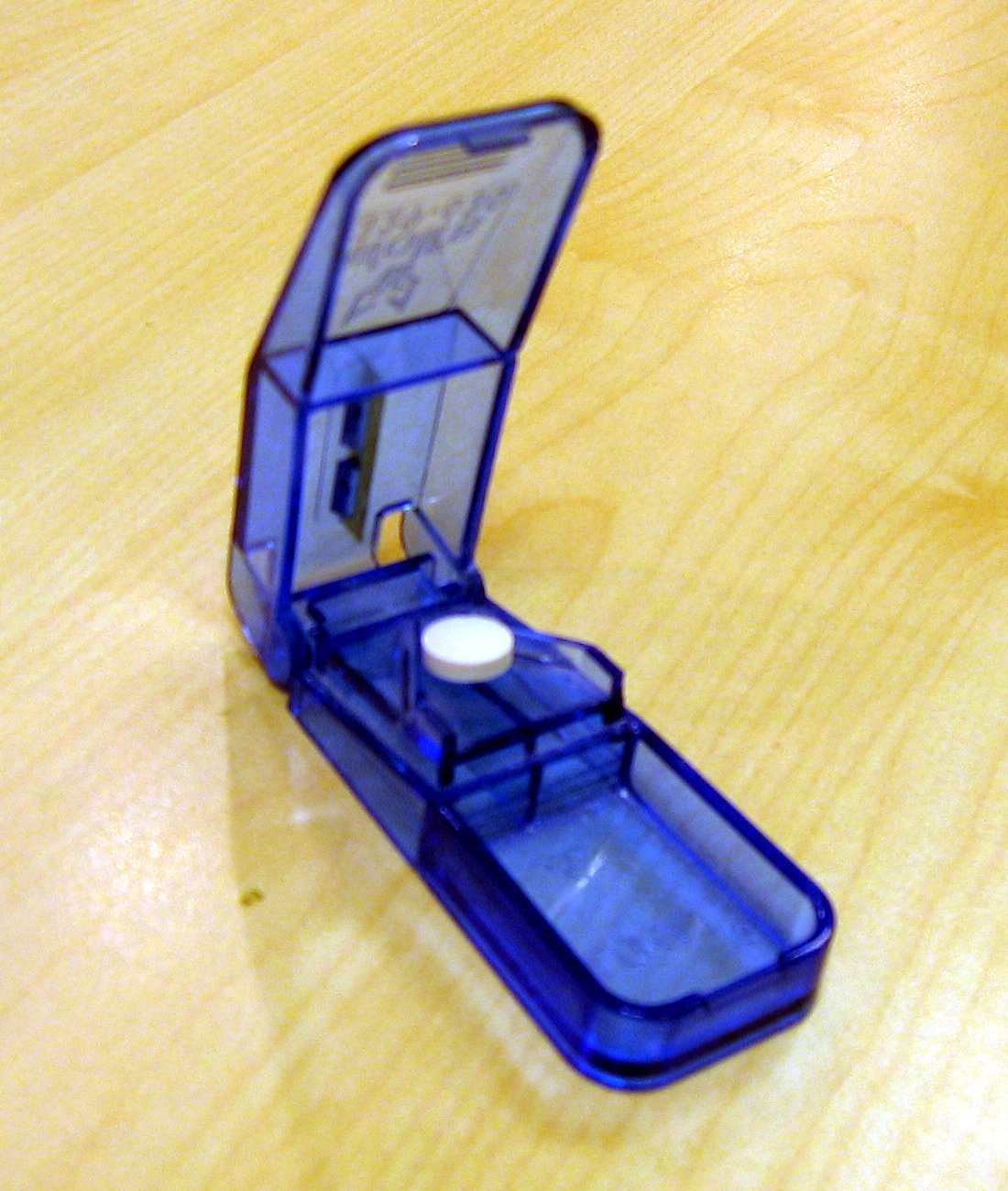
Tablettenteiler mit Aufbewahrfunktion

Die Pillenbox auch Medikamentendispenser, Tablettendose, Tablettenbox, Tablettendispenser, Medikamentenspender, Medikamentenbox, Arzneikassette, Pillendose, Pilmate, Medikamentendosierbehälter (Schweiz) oder Medikamentenschieber genannt, erleichtert Patienten die rechtzeitige Medikamenteneinnahme. Im Unterschied zur Tablettenschachtel, in der gleichartige Tabletten verwahrt werden, geht es bei der Pillenbox um ein festes Sortiment verschiedener „Pillen“.

## Arten
Zunächst handelte es sich um einfache kleine Dosen aus Holz oder Blech, in denen ein Vorrat an Tabletten unterwegs hygienisch und sicher vor Verlusten transportiert werden konnte. Historisch lassen sich dafür Kunstwerke des Silber- und Goldschmiedehandwerks nachweisen. Die Formen konnten rund, oval, herzförmig oder quadratisch sein. Der Verschlussmechanismus musste ein selbständiges Aufspringen der Dose ausschließen. Später wurden diese Dosen mit einer Inneneinteilung versehen, damit Portionen für die verschiedenen Tageszeiten gebildet werden konnten. Im Zeitalter des Kunststoffs auch als Drehpillendose mit durchgefärbtem oder transparentem Deckel, mit 4 oder 7 Fächern, die zur Freigabe-Öffnung in eine Richtung weitergedreht wird. Aufwändigere Formen weisen eine Kindersicherung, eine Beschriftung mit Blindenschrift sowie ein Fach für die Beipackzettel auf. Außerdem existieren Pillendosen mit Kurzzeitalarm oder mit Spieluhreffekt.
Daneben gibt es Behältnisse für den ganzen Wochenvorrat, die das Richten der Medikamente auf einmal in der Woche reduziert (7-Tage-Pillendose oder Wochenplaner). Allerdings stößt es wegen seiner vielen Öffnungsmechanismen an die Grenze der einfachen und sicheren Hantierbarkeit. Im Bereich der professionellen Pflege findet sich analog dazu das Medikamententablett für die Ausgabe an alle Patienten einer Station.
Der Grund für die Entwicklung immer umfassenderer Dosen liegt in der Mehrfacheinnahme verschiedener Medikamente. Zur Multimorbidität einer alternden Gesellschaft kam die vielfache Medikamentenverordnung für diese verschiedenen Krankheiten bei einer Person. Da den Medikamenten(-formen) unterschiedliche Dosieranweisungen vom Arzt zugeordnet werden können, musste das Einnahmeregiment durch den Patienten sichergestellt werden. Der Medikamentenzettel und der Medikamentenvorrat waren bei mehr als durchschnittlich fünf Medikamenten des geriatrischen Patienten nur noch schwerlich auswendig zu behalten und gleichzeitig in einer Handtasche überall mit hin zu transportieren.